# Ukwa West
Ukwa West è una delle diciassette aree a governo locale (local government areas) in cui è suddiviso lo stato di Abia, nella Repubblica Federale della Nigeria. Si estende su una superficie di 271 km² e conta una popolazione di 88.555 abitanti.